# Собор Всех Святых (Дубоссары)
Кафедральный собор Всех святых города Дубоссары (Приднестровье) — православный храм Тираспольской и Дубоссарской епархии Православной церкви Молдовы. Расположен по адресу: улица Ворошилова, 23.

## История
Заложение храма состоялось 25 апреля 1797 года по благословению митрополита Днепровского и Таврического Гавриила. Завершено строительство в 1804 году и сразу же освящена. Средства на строительство храма были выделены предпринимателем Михаилом Зояновым и его партнёром Иваном Шевичем. Также на территории храма располагались плотничные и столярные мастерские.
В первой половине 40-х годов была пристроена колокольня. До 1918 года в храме насчитывалось около 2700 человек, на них было два священника, писарь и диакон. Дополнительными земельными владениями храм не располагал.
После революции и падения Молдавской Демократической Республики, оказавшись на территории Бессарабской Советской Социалистической Республики, в 1918 году храм был закрыт и использовался как склад.
Во время Второй мировой войны, оказавшись в зоне оккупации Румынии, храм был открыт, но освящён в честь Параскевы Сербской. После освобождения Дубоссар советскими войсками храм продолжал действовать. Но в 1953 году был вновь закрыт, а в здании открыта школа велоспорта.
В 1988 году храм был снова открыт. На восстановление храма стали жертвовать деньги. В 1996 году начался капитальный ремонт храма, который завершился в октябре этого же года. 25 октября 1998 года храм был освящён епископом Юстинианом во имя Всех святых и становится Кафедральным собором.

## Описание
Кафедральный собор Всех святых представляет из себя церковь из камня, с каменными фундаментом и колокольней.
Настоятель собора — протоиерей Георгий Лисовский.

## Интересные факты
- Во время службы в храме титул архиерея произносится «Дубоссарского и Тираспольского», вместо «Тираспольского и Дубоссарского».
- В память о предыдущем названии храма день памяти Параскевы Сербской стал отмечаться как День города.